# لومی (منطقه تربیچ)
لومی (به چکی: Lomy) یک منطقهٔ مسکونی در جمهوری چک است که در منطقه تربیچ واقع شده‌است.
 لومی ۸٫۷۸ کیلومتر مربع مساحت و ۱۳۸ نفر جمعیت دارد و ۵۴۵ متر بالاتر از سطح دریا واقع شده‌است.